# Zasobnik

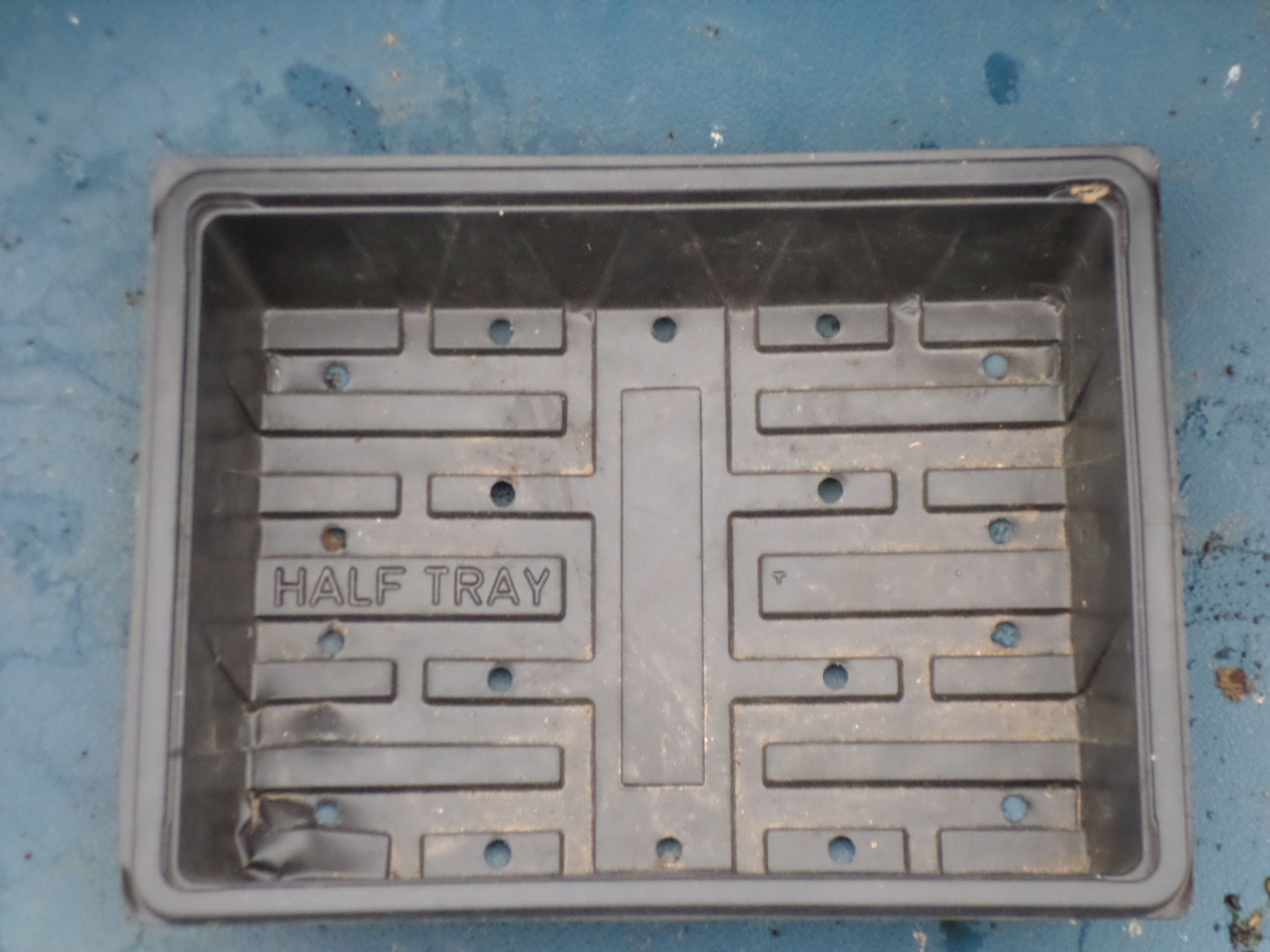
Zasobnik z tworzywa sztucznego

Zasobnik – pojęcie używane w wielu dziedzinach techniki.  Najczęściej pojemnik służący do czasowego przechowywania rzeczy, cieczy czy gazów. W zależności od potrzeb jednorazowy lub wielokrotnego użytku. Wykonywany najczęściej z metalu, tworzyw sztucznych.
W części zastosowań utożsamiany z kontenerem, czasem też z akumulatorem.
W lotnictwie wojskowym zasobniki (z zapasowym paliwem, amunicją, bombami kasetowymi itp.) są podwieszane pod skrzydła samolotu, a po opróżnieniu najczęściej odrzucane.